# Scaphoideus conicaplateus
Scaphoideus conicaplateus är en insektsart som beskrevs av Li och Dai 2004. Scaphoideus conicaplateus ingår i släktet Scaphoideus och familjen dvärgstritar. Inga underarter finns listade i Catalogue of Life.